# Estación Itäkeskus

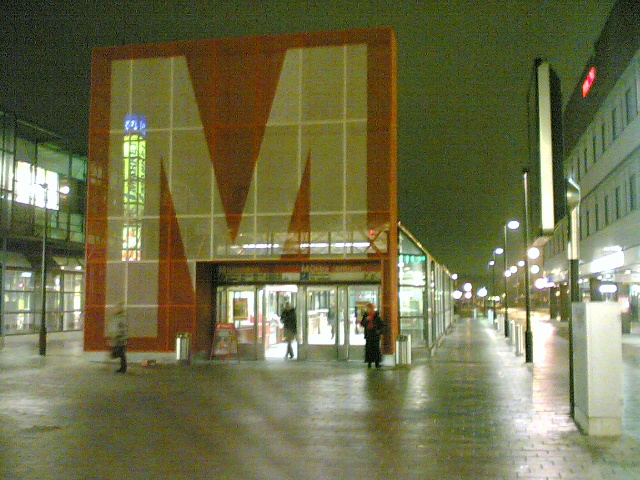
Estación Itäkeskus.

La Estación Itäkeskus (en finlandés Itäkeskuksen metroasema; en sueco Metrostationen Östra centrum) es una estación a nivel del suelo del Metro de Helsinki. Sirve al Centro Comercial Itäkeskus y las áreas circundantes en el este de Helsinki. Después de la Estación Itäkeskus hay una bipartición en la línea del metro: un ramal va hacia el norte, a la Estación Mellunmäki; y el otro ramal va hacia el este, a la Estación Vuosaari. 
La Estación Itäkeskus fue una de las primeras estaciones de metro abiertas en Helsinki, el 1.º de junio de 1982 y fue diseñada por Jaakko Ylinen y Jarmo Maunula. Se encuentra a aproximadamente 2,064 km de la Estación Siilitie, 1,922 km de la Estación Myllypuro y a 1,042 km de la Estación Puotila.
- Datos: Q1801025
- Multimedia: Itäkeskus metro station / Q1801025